# Sami Anbar
Sami Anbar (18 giugno 1984) è un calciatore emiratino, difensore dell'Emirates Club..

## Carriera
Nella stagione 2010-2011 gioca nel Dubai Club dove colleziona 13 presenze e un goal in UAE Football League. Dalla stagione 2011-2012 milita nel Al-Shabab.